# Pojezierze Chodzieskie
Pojezierze Chodzieskie (315.53) – mezoregion fizycznogeograficzny w północno-zachodniej Polsce, stanowiący północną część Pojezierza Wielkopolskiego. Region graniczy od północy z Doliną Środkowej Noteci, od zachodu z Kotliną Gorzowską, od południa i południowego wschodu z Pojezierzem Gnieźnieńskim, a od północnego wschodu z Kotliną Toruńską. Pojezierze Chodzieskie leży na pograniczu województw wielkopolskiego i kujawsko-pomorskiego.
Mezoregion jest pojezierzem o licznych niewielkich jeziorach, rozpościerającym się pomiędzy dolinami Noteci i Wełny. Północną część regionu stanowi wysoczyzna morenowa, której glacjotektoniczne spiętrzenie w rejonie Chodzieży dochodzi do 192 m n.p.m. (wzgórze Gontyniec, najwyższy punkt Pojezierza Wielkopolskiego). Na południu regionu występują równiny sandrowe z wytopiskowymi rynnami jezior (m.in. Jezioro Żnińskie Duże). Lasy występują w zachodniej części pojezierza. Mezoregion ma charakter rolniczy, ma także walory turystyczne.
Pojezierze Chodzieskie jest regionem gęsto zaludnionym. Głównymi ośrodkami miejskimi regionu są Wągrowiec, Chodzież, Szamocin, Margonin, Gołańcz, Budzyń oraz wieś Ryczywół.
Bibliografia
- J. Kondracki, Geografia regionalna Polski, PWN, Warszawa 2002 (ISBN 83-01-13897-1).
- Słownik geograficzno-krajoznawczy Polski, PWN, Warszawa 1998, (ISBN 83-01-12677-9).